# Turán László
Turán László (Budapest, 1917. december 17. – Budapest, 1984. május 18.) magyar zongoraművész, komponista, zenekarvezető, bárzongorista. Édesanyja Hacker Mária zongoraművésznő, festőművésznő, pedagógus.
Tevékenységének elején Róosz Emil szalonzenekarában játszott. Foglalkoztatták mozizongoristaként is a némafilm korában.
Muzsikált a legnépszerűbb helyeken, a Savoyban, a Bristolban stb.
A Magyar Rádió, majd a Magyar Televízió is sokat foglalkoztatta. Gyakran szerepelt külföldön is. Ezrével komponálta, hangszerelte, és dolgozta át a népszerű slágereket. Műveinek jó része örökzöld darab.
...az egy fantasztikus nagy muzsikus volt, úgy hívták, hogy Turán László, aki minden idők egyik legkiválóbb zongoristája volt. Ne értsük félre, nem jazz-zongorista! Ha azt mondták neki, Lacikám ezt a Mozart-áriát nem tudnád két hanggal lejjebb játszani? Dehogynem, ahány hanggal akarod, és akkor egy-két hanggal lejjebb transzponálta vagy öttel föl, teljesen mindegy volt neki. Tökéletes, abszolúthallás, fantasztikus hangszertudás, egyébként ő is akadémiát végzett. Csak mielőtt megkapta volna a diplomát, kitették valami okból kifolyólag. Lehet, hogy sokkal jobb volt, mint a zongoratanára.

## Forrásások
- Magyar életrajzi lexikon